# Troisième circonscription de la Loire
La troisième circonscription de la Loire est l'une des sept circonscriptions législatives françaises que compte le département de la Loire (42) situé en région Auvergne-Rhône-Alpes.

## Description géographique et démographique

### De 1958 à 1986
La troisième circonscription de la Loire était composée de :
- canton de Pélussin
- canton de Rive-de-Gier
- canton de Saint-Chamond
- canton de Saint-Héand

Source : Journal Officiel du 14-15 Octobre 1958.

### De 1988 à 2012
La troisième circonscription de la Loire est délimitée par le découpage électoral de la loi n°86-1197 du 24 novembre 1986
, elle regroupe les divisions administratives suivantes :
- canton de la Grand-Croix
- canton de Rive-de-Gier
- canton de Saint-Chamond-Nord
- canton de Saint-Chamond-Sud
- canton de Saint-Héand.

D'après le recensement général de la population en 1999, réalisé par l'INSEE, la population totale de cette circonscription est estimée à 116 262 habitants,.

### De 2012 à 2015
À compter du découpage électoral de 2010, elle regroupe les cantons suivants :
- La Grand-Croix,
- Rive-de-Gier,
- Saint-Chamond-Nord,
- Saint-Chamond-Sud,
- Saint-Héand.

### À partir de 2015
À la suite du redécoupage des cantons de 2014, les circonscriptions législatives ne sont plus composées de cantons entiers mais continuent à être définies selon les limites cantonales en vigueur en 2010. Elle est composée :
- des cantons de 
  - Rive-de-Gier,
  - Saint-Chamond
  - Sorbiers,
- des communes de
  - Doizieux,
  - La Terrasse-sur-Dorlay,
  - La Valla-en-Gier,
  - Pavezin,
  - Sainte-Croix-en-Jarez

## Historique des députations
| Législature | Début de mandat | Fin de mandat  | Député                | Parti politique         | Observations                                                                          |
| ----------- | --------------- | -------------- | --------------------- | ----------------------- | ------------------------------------------------------------------------------------- |
| IXe         | 23 juin 1988    | 1er avril 1993 | François Rochebloine  | UDF                     | Affaires culturelles, familiales et sociales                                          |
| Xe          | 2 avril 1993    | 21 avril 1997  | François Rochebloine, | UDF,                    | Mandat écourté à la suite d'une dissolution parlementaire décidée par Jacques Chirac. |
| XIe         | 12 juin 1997    | 18 juin 2002   | François Rochebloine, | UDF,                    | Affaires culturelles, familiales et sociales                                          |
| XIIe        | 19 juin 2002    | 19 juin 2007   | François Rochebloine, | UDF,                    | Affaires étrangères                                                                   |
| XIIIe       | 20 juin 2007    | 19 juin 2012   | François Rochebloine  | Nouveau Centre          | Affaires étrangères                                                                   |
| XIVe        | 20 juin 2012    | 20 juin 2017   | François Rochebloine  | Nouveau Centre          | Affaires étrangères                                                                   |
| XVe         | 21 juin 2017    | 21 juin 2022   | Valéria Faure-Muntian | La République en marche | Finances                                                                              |

## Historique des élections

### Élections de 1958
|                | Antoine Pinay élu | CNIP           | 28 281 | 61,66  |  |  |  |
|                | Claude Durand     | SFIO           | 7 512  | 16,38  |  |  |  |
|                | Jean Reymond      | PCF            | 6 815  | 14,86  |  |  |  |
|                | Guy Payre         | UFD            | 3 258  | 7,1    |  |  |  |
|                |                   |                |        |        |  |  |  |
| Inscrits       | Inscrits          | Inscrits       | 62 065 | 100,00 |  |  |  |
| Abstentions    | Abstentions       | Abstentions    | 14 752 | 23,77  |  |  |  |
| Votants        | Votants           | Votants        | 47 313 | 76,23  |  |  |  |
| Blancs et nuls | Blancs et nuls    | Blancs et nuls | 1 447  | 3,06   |  |  |  |
| Exprimés       | Exprimés          | Exprimés       | 45 866 | 96,94  |  |  |  |

Le suppléant d'Antoine Pinay était Émile Hémain, maire de Rive-de-Gier. Émile Hémain remplaça Antoine Pinay, nommé membre du gouvernement, du 9 février 1959 au 9 octobre 1962.

### Élections de 1962
| Candidat       | Candidat             | Parti          | Premier tour | Premier tour | Second tour | Second tour |  |
| Candidat       | Candidat             | Parti          | Voix         | %            | Voix        | %           |  |
| -------------- | -------------------- | -------------- | ------------ | ------------ | ----------- | ----------- |  |
|                | André Chazalon élu   | MRP            | 9 988        | 24,81        | 18 490      | 43,72       |  |
|                | Henri Rey-Hermé      | UNR-UDT        | 9 141        | 22,71        | 13 221      | 31,26       |  |
|                | Émile Hémain sortant | CNIP           | 7 995        | 19,86        | Retrait     | Retrait     |  |
|                | Jean Reymond         | PCF            | 7 072        | 17,57        | 10 579      | 25,02       |  |
|                | Guy Payre            | PSU            | 3 586        | 8,91         | Retrait     | Retrait     |  |
|                | Jérémie Decot        | SFIO           | 2 469        | 6,13         | Retrait     | Retrait     |  |
|                |                      |                |              |              |             |             |  |
| Inscrits       | Inscrits             | Inscrits       | 61 862       | 100,00       | 61 862      | 100,00      |  |
| Abstentions    | Abstentions          | Abstentions    | 20 367       | 32,92        | 18 438      | 29,81       |  |
| Votants        | Votants              | Votants        | 41 495       | 67,08        | 43 424      | 70,19       |  |
| Blancs et nuls | Blancs et nuls       | Blancs et nuls | 1 244        | 3            | 1 134       | 2,61        |  |
| Exprimés       | Exprimés             | Exprimés       | 40 251       | 97           | 42 290      | 97,39       |  |

Le suppléant d'André Chazalon était Pierre Meyer, exploitant agricole, conseiller municipal de Saint-Héand.

### Élections de 1967
| Candidat       | Candidat                     | Parti          | Premier tour | Premier tour | Second tour | Second tour |  |
| Candidat       | Candidat                     | Parti          | Voix         | %            | Voix        | %           |  |
| -------------- | ---------------------------- | -------------- | ------------ | ------------ | ----------- | ----------- |  |
|                | André Chazalon sortant réélu | CD (PDM)       | 18 813       | 38,33        | 31 352      | 65,93       |  |
|                | Michel Drancourt             | RI             | 12 113       | 24,68        | Retrait     | Retrait     |  |
|                | Jean Reymond                 | PCF            | 8 099        | 16,5         | 16 201      | 34,07       |  |
|                | Jean Vincent                 | SFIO (FGDS)    | 6 342        | 12,92        | Retrait     | Retrait     |  |
|                | Félix Franc                  | PSU            | 3 721        | 7,58         |             |             |  |
|                |                              |                |              |              |             |             |  |
| Inscrits       | Inscrits                     | Inscrits       | 62 651       | 100,00       | 62 649      | 100,00      |  |
| Abstentions    | Abstentions                  | Abstentions    | 12 544       | 20,02        | 13 299      | 21,23       |  |
| Votants        | Votants                      | Votants        | 50 107       | 79,98        | 49 350      | 78,77       |  |
| Blancs et nuls | Blancs et nuls               | Blancs et nuls | 1 019        | 2,03         | 1 797       | 3,64        |  |
| Exprimés       | Exprimés                     | Exprimés       | 49 088       | 97,97        | 47 553      | 96,36       |  |

Le suppléant d'André Chazalon était Vincent Goujon, Premier adjoint au maire de Saint-Chamond.

### Élections de 1968
| Candidat       | Candidat                     | Parti          | Premier tour | Premier tour | Second tour | Second tour |  |
| Candidat       | Candidat                     | Parti          | Voix         | %            | Voix        | %           |  |
| -------------- | ---------------------------- | -------------- | ------------ | ------------ | ----------- | ----------- |  |
|                | André Chazalon sortant réélu | CD (PDM)       | 19 154       | 39,26        | 22 230      | 47,53       |  |
|                | Bernard Magniny              | UDR (URP)      | 13 902       | 28,49        | 13 196      | 28,22       |  |
|                | Jean Reymond                 | PCF            | 9 260        | 18,98        | 11 343      | 24,25       |  |
|                | Guy Payre                    | PSU            | 6 475        | 13,27        | Retrait     | Retrait     |  |
|                |                              |                |              |              |             |             |  |
| Inscrits       | Inscrits                     | Inscrits       | 62 774       | 100,00       | 62 776      | 100,00      |  |
| Abstentions    | Abstentions                  | Abstentions    | 13 315       | 21,21        | 15 383      | 24,5        |  |
| Votants        | Votants                      | Votants        | 49 459       | 78,79        | 47 393      | 75,5        |  |
| Blancs et nuls | Blancs et nuls               | Blancs et nuls | 668          | 1,35         | 624         | 1,32        |  |
| Exprimés       | Exprimés                     | Exprimés       | 48 791       | 98,65        | 46 769      | 98,68       |  |

Le suppléant d'André Chazalon était Félicien Chabrol, conseiller général du canton de Saint-Héand, maire de Sorbiers.

### Élections de 1973
| Candidat       | Candidat                     | Parti              | Premier tour | Premier tour | Second tour | Second tour |  |
| Candidat       | Candidat                     | Parti              | Voix         | %            | Voix        | %           |  |
| -------------- | ---------------------------- | ------------------ | ------------ | ------------ | ----------- | ----------- |  |
|                | André Chazalon sortant réélu | MR (Divers droite) | 12 599       | 24,7         | 27 153      | 53,01       |  |
|                | Jean Vincent                 | PS (UGSD)          | 9 441        | 18,51        | 24 048      | 46,95       |  |
|                | Bernard Magniny              | UDR (URP)          | 9 028        | 17,7         | 22          | 0,04        |  |
|                | Marc Bruyère                 | PCF                | 8 746        | 17,15        | Retrait     | Retrait     |  |
|                | Pierre-Laurent Boudon        | RI                 | 6 048        | 11,86        |             |             |  |
|                | Maurice Villegas             | PSU                | 2 633        | 5,16         |             |             |  |
|                | Jean Mellano                 | LO                 | 1 326        | 2,6          |             |             |  |
|                | Maurice Clerc                | FN                 | 1 181        | 2,32         |             |             |  |
|                |                              |                    |              |              |             |             |  |
| Inscrits       | Inscrits                     | Inscrits           | 66 641       | 100,00       | 66 640      | 100,00      |  |
| Abstentions    | Abstentions                  | Abstentions        | 14 212       | 21,33        | 13 262      | 19,9        |  |
| Votants        | Votants                      | Votants            | 52 429       | 78,67        | 53 378      | 80,1        |  |
| Blancs et nuls | Blancs et nuls               | Blancs et nuls     | 1 427        | 2,72         | 2 155       | 4,04        |  |
| Exprimés       | Exprimés                     | Exprimés           | 51 002       | 97,28        | 51 223      | 95,96       |  |

Le suppléant d'André Chazalon était Gabriel Rouchon, maire de L'Étrat.

### Élections de 1978
| Candidat       | Candidat                     | Parti          | Premier tour | Premier tour | Second tour | Second tour |  |
| Candidat       | Candidat                     | Parti          | Voix         | %            | Voix        | %           |  |
| -------------- | ---------------------------- | -------------- | ------------ | ------------ | ----------- | ----------- |  |
|                | André Chazalon sortant réélu | UDF (CDS)      | 18 136       | 28,87        | 32 997      | 50,49       |  |
|                | Jacques Badet                | PS             | 15 100       | 24,04        | 32 356      | 49,51       |  |
|                | André Géry                   | PCF            | 11 722       | 18,66        | Retrait     | Retrait     |  |
|                | Bernard Magniny              | RPR            | 9 904        | 15,77        | Retrait     | Retrait     |  |
|                | Paul Privat                  | Écologie 78    | 3 276        | 5,22         |             |             |  |
|                | Gérard Chavagnac             | PFN            | 964          | 1,53         |             |             |  |
|                | Jean-Pierre Mathieu          | MDD            | 963          | 1,53         |             |             |  |
|                | Didier Barrollier            | LCR            | 940          | 1,5          |             |             |  |
|                | Joseph Colomb                | PSU (FA)       | 933          | 1,49         |             |             |  |
|                | André Moulin                 | LO             | 872          | 1,39         |             |             |  |
|                |                              |                |              |              |             |             |  |
| Inscrits       | Inscrits                     | Inscrits       | 77 119       | 100,00       | 77 118      | 100,00      |  |
| Abstentions    | Abstentions                  | Abstentions    | 13 060       | 16,93        | 10 491      | 13,6        |  |
| Votants        | Votants                      | Votants        | 64 059       | 83,07        | 66 627      | 86,4        |  |
| Blancs et nuls | Blancs et nuls               | Blancs et nuls | 1 249        | 1,95         | 1 274       | 1,91        |  |
| Exprimés       | Exprimés                     | Exprimés       | 62 810       | 98,05        | 65 353      | 98,09       |  |

Le suppléant d'André Chazalon était Gilbert Rocher.

### Élections de 1981
| Candidat       | Candidat          | Parti          | Premier tour | Premier tour | Second tour | Second tour |  |
| Candidat       | Candidat          | Parti          | Voix         | %            | Voix        | %           |  |
| -------------- | ----------------- | -------------- | ------------ | ------------ | ----------- | ----------- |  |
|                | Jacques Badet élu | PS             | 22 005       | 40,98        | 34 154      | 57,34       |  |
|                | Guy Le Coq        | UDF (UNM)      | 19 707       | 36,70        | 25 410      | 42,66       |  |
|                | André Géry        | PCF            | 6 652        | 12,39        |             |             |  |
|                | Paul Privat       | MÉP            | 2 443        | 4,55         |             |             |  |
|                | Gérard Chavagnac  | PFN            | 2 166        | 4,03         |             |             |  |
|                | André Moulin      | LO             | 729          | 1,36         |             |             |  |
|                | L. Servandon      | CCA            | 1            | 0            |             |             |  |
|                |                   |                |              |              |             |             |  |
| Inscrits       | Inscrits          | Inscrits       | 80 242       | 100,00       | 80 242      | 100,00      |  |
| Abstentions    | Abstentions       | Abstentions    | 25 902       | 32,28        | 19 787      | 24,66       |  |
| Votants        | Votants           | Votants        | 54 340       | 67,72        | 60 455      | 75,34       |  |
| Blancs et nuls | Blancs et nuls    | Blancs et nuls | 637          | 1,17         | 891         | 1,47        |  |
| Exprimés       | Exprimés          | Exprimés       | 53 703       | 98,83        | 59 564      | 98,53       |  |

Le suppléant de Jacques Badet était Claude Chaboissier, maire de Saint-Priest-en-Jarez.

### Élections de 1988
| Candidat       | Candidat                 | Parti             | Premier tour | Premier tour | Second tour | Second tour |  |
| Candidat       | Candidat                 | Parti             | Voix         | %            | Voix        | %           |  |
| -------------- | ------------------------ | ----------------- | ------------ | ------------ | ----------- | ----------- |  |
|                | François Rochebloine élu | UDF (CDS) (URC)   | 15 431       | 35,4         | 25 628      | 53,1        |  |
|                | Jacques Badet sortant    | PS                | 14 008       | 32,13        | 22 635      | 46,9        |  |
|                | Christian Grangis        | FN                | 5 577        | 12,79        |             |             |  |
|                | André Géry               | PCF               | 5 158        | 11,83        |             |             |  |
|                | Paul Privat              | Divers écologiste | 3 418        | 7,84         |             |             |  |
|                |                          |                   |              |              |             |             |  |
| Inscrits       | Inscrits                 | Inscrits          | 69 576       | 100,00       | 69 576      | 100,00      |  |
| Abstentions    | Abstentions              | Abstentions       | 25 381       | 36,48        | 19 986      | 28,73       |  |
| Votants        | Votants                  | Votants           | 44 195       | 63,52        | 49 590      | 71,27       |  |
| Blancs et nuls | Blancs et nuls           | Blancs et nuls    | 603          | 1,36         | 1 327       | 2,68        |  |
| Exprimés       | Exprimés                 | Exprimés          | 43 592       | 98,64        | 48 263      | 97,32       |  |

Le suppléant de François Rochebloine était Joseph-Henri Roux, maire de Genilac.

### Élections de 1993
| Candidat       | Candidat                           | Parti                      | Premier tour | Premier tour | Second tour | Second tour |  |
| Candidat       | Candidat                           | Parti                      | Voix         | %            | Voix        | %           |  |
| -------------- | ---------------------------------- | -------------------------- | ------------ | ------------ | ----------- | ----------- |  |
|                | François Rochebloine sortant réélu | UDF (CDS)                  | 19 496       | 41,66        | 27 711      | 72,09       |  |
|                | Christian Grangis                  | FN                         | 7 799        | 16,67        | 10 726      | 27,91       |  |
|                | André Géry                         | PCF                        | 4 374        | 9,35         |             |             |  |
|                | André Friedenberg                  | MRG (ADFP)                 | 4 324        | 9,24         |             |             |  |
|                | Annie Trapeaux                     | Les Verts (EÉ)             | 3 144        | 6,72         |             |             |  |
|                | Michel Ponton                      | Divers gauche (Maj. prés.) | 1 913        | 4,09         |             |             |  |
|                | Gérard Tardy                       | Divers droite              | 1 565        | 3,34         |             |             |  |
|                | Brigitte Courteville               | LT-LNÉ                     | 1 344        | 2,87         |             |             |  |
|                | Paul Privat                        | Divers écologiste          | 981          | 2,1          |             |             |  |
|                | Pierre Bailly                      | CNI                        | 873          | 1,87         |             |             |  |
|                | André Moulin                       | LO                         | 675          | 1,44         |             |             |  |
|                | Bernard Marcuccilli                | PT                         | 310          | 0,66         |             |             |  |
|                |                                    |                            |              |              |             |             |  |
| Inscrits       | Inscrits                           | Inscrits                   | 71 596       | 100,00       | 71 596      | 100,00      |  |
| Abstentions    | Abstentions                        | Abstentions                | 22 577       | 31,53        | 25 196      | 35,19       |  |
| Votants        | Votants                            | Votants                    | 49 019       | 68,47        | 46 400      | 64,81       |  |
| Blancs et nuls | Blancs et nuls                     | Blancs et nuls             | 2 221        | 4,53         | 7 963       | 17,16       |  |
| Exprimés       | Exprimés                           | Exprimés                   | 46 798       | 95,47        | 38 437      | 82,84       |  |

La suppléante de François Rochebloine était Solange Berlier, adjointe au maire de L'Horme.

### Élections de 1997
| Candidat       | Candidat                           | Parti          | Premier tour | Premier tour | Second tour | Second tour |  |
| Candidat       | Candidat                           | Parti          | Voix         | %            | Voix        | %           |  |
| -------------- | ---------------------------------- | -------------- | ------------ | ------------ | ----------- | ----------- |  |
|                | François Rochebloine sortant réélu | UDF (FD)       | 15 629       | 32,88        | 23 928      | 46,1        |  |
|                | Christian Grangis                  | FN             | 11 611       | 24,43        | 9 363       | 18,04       |  |
|                | Marie-Christine Laurent            | PS             | 9 325        | 19,62        | 18 610      | 35,86       |  |
|                | André Géry                         | PCF            | 4 365        | 9,18         |             |             |  |
|                | Gérard Payre                       | Les Verts      | 2 946        | 6,2          |             |             |  |
|                | André Moulin                       | LO             | 1 266        | 2,66         |             |             |  |
|                | Alexandre Riberon                  | MPF (LDI)      | 1 251        | 2,63         |             |             |  |
|                | Frédéric Gioia                     | MÉI            | 780          | 1,64         |             |             |  |
|                | Bernard Marcuccilli                | PT             | 362          | 0,76         |             |             |  |
|                |                                    |                |              |              |             |             |  |
| Inscrits       | Inscrits                           | Inscrits       | 71 848       | 100,00       | 71 848      | 100,00      |  |
| Abstentions    | Abstentions                        | Abstentions    | 22 173       | 30,86        | 18 395      | 25,6        |  |
| Votants        | Votants                            | Votants        | 49 675       | 69,14        | 53 453      | 74,4        |  |
| Blancs et nuls | Blancs et nuls                     | Blancs et nuls | 2 140        | 4,31         | 1 552       | 2,9         |  |
| Exprimés       | Exprimés                           | Exprimés       | 47 535       | 95,69        | 51 901      | 97,1        |  |

La suppléante de François Rochebloine était Solange Berlier, maire de L'Horme.

### Élections de 2002
| Candidat       | Candidat                           | Parti          | Premier tour | Premier tour | Second tour | Second tour |  |
| Candidat       | Candidat                           | Parti          | Voix         | %            | Voix        | %           |  |
| -------------- | ---------------------------------- | -------------- | ------------ | ------------ | ----------- | ----------- |  |
|                | François Rochebloine sortant réélu | UDF            | 22 765       | 47,92        | 25 608      | 63,07       |  |
|                | Christiane Farigoule               | PS             | 11 447       | 24,1         | 14 993      | 36,93       |  |
|                | Christian Grangis                  | FN             | 7 816        | 16,45        |             |             |  |
|                | Vincent Bony                       | PCF            | 1 677        | 3,53         |             |             |  |
|                | Françoise Bour-James               | Les Verts      | 949          | 2            |             |             |  |
|                | Edith Berthet                      | LCR            | 739          | 1,56         |             |             |  |
|                | Claudette Chatagnon                | MNR            | 530          | 1,12         |             |             |  |
|                | André Moulin                       | LO             | 510          | 1,07         |             |             |  |
|                | Marianne Belgacem                  | CPNT           | 427          | 0,9          |             |             |  |
|                | Halima Djebassi                    | LT-LNÉ         | 279          | 0,59         |             |             |  |
|                | Sébastien Di Manno                 | MÉI            | 208          | 0,44         |             |             |  |
|                | Jacqueline Marcuccilli             | PT             | 156          | 0,33         |             |             |  |
|                |                                    |                |              |              |             |             |  |
| Inscrits       | Inscrits                           | Inscrits       | 75 070       | 100,00       | 75 070      | 100,00      |  |
| Abstentions    | Abstentions                        | Abstentions    | 26 882       | 35,81        | 33 024      | 43,99       |  |
| Votants        | Votants                            | Votants        | 48 188       | 64,19        | 42 046      | 56,01       |  |
| Blancs et nuls | Blancs et nuls                     | Blancs et nuls | 685          | 1,42         | 1 445       | 3,44        |  |
| Exprimés       | Exprimés                           | Exprimés       | 47 503       | 98,58        | 40 601      | 96,56       |  |

La suppléante de François Rochebloine était Solange Berlier.

### Élections de 2007
| Candidat       | Candidat                           | Parti          | Premier tour | Premier tour | Second tour | Second tour |  |
| Candidat       | Candidat                           | Parti          | Voix         | %            | Voix        | %           |  |
| -------------- | ---------------------------------- | -------------- | ------------ | ------------ | ----------- | ----------- |  |
|                | François Rochebloine sortant réélu | NC             | 22 056       | 49,96        | 25 189      | 59,03       |  |
|                | Christiane Farigoule               | PS             | 10 575       | 23,96        | 17 485      | 40,97       |  |
|                | Simonne Hubé                       | UDF–MoDem      | 3 150        | 7,14         |             |             |  |
|                | Christian Meunier                  | FN             | 2 609        | 5,91         |             |             |  |
|                | Ginette Moulin                     | PCF            | 1 472        | 3,33         |             |             |  |
|                | Catherine Bony                     | Les Verts      | 1 375        | 3,11         |             |             |  |
|                | Jean-Marc Séguillon                | LCR            | 1 033        | 2,34         |             |             |  |
|                | Dominique Chomienne                | MPF            | 670          | 1,52         |             |             |  |
|                | André Duport                       | MÉI            | 474          | 1,07         |             |             |  |
|                | André Moulin                       | LO             | 399          | 0,9          |             |             |  |
|                | Alain Fournier                     | MNR            | 331          | 0,75         |             |             |  |
|                |                                    |                |              |              |             |             |  |
| Inscrits       | Inscrits                           | Inscrits       | 79 118       | 100,00       | 79 118      | 100,00      |  |
| Abstentions    | Abstentions                        | Abstentions    | 34 294       | 43,35        | 35 241      | 44,54       |  |
| Votants        | Votants                            | Votants        | 44 824       | 56,65        | 43 877      | 55,46       |  |
| Blancs et nuls | Blancs et nuls                     | Blancs et nuls | 680          | 1,52         | 1 203       | 2,74        |  |
| Exprimés       | Exprimés                           | Exprimés       | 44 144       | 98,48        | 42 674      | 97,26       |  |

### Élections de 2012
| Candidat       | Candidat                           | Parti                | Premier tour | Premier tour | Second tour | Second tour |  |
| Candidat       | Candidat                           | Parti                | Voix         | %            | Voix        | %           |  |
| -------------- | ---------------------------------- | -------------------- | ------------ | ------------ | ----------- | ----------- |  |
|                | Philippe Kizirian                  | PS (EÉLV)            | 14 809       | 31,98        | 20 406      | 47,64       |  |
|                | François Rochebloine sortant réélu | NC (UMP)             | 11 442       | 24,71        | 22 428      | 52,36       |  |
|                | Séverine Brun                      | FN (RBM)             | 9 658        | 20,86        |             |             |  |
|                | Hervé Reynaud                      | Divers droite (CNIP) | 5 165        | 11,15        |             |             |  |
|                | Vincent Bony                       | PCF (FG) (PG)        | 2 898        | 6,26         |             |             |  |
|                | Alain Barbasso                     | diss. EÉLV           | 1 180        | 2,55         |             |             |  |
|                | Nicole Lancon                      | MÉI                  | 454          | 0,98         |             |             |  |
|                | Julien Vassal                      | DLR                  | 315          | 0,68         |             |             |  |
|                | André Moulin                       | LO                   | 246          | 0,53         |             |             |  |
|                | Alexis Pereira                     | Divers               | 138          | 0,30         |             |             |  |
|                |                                    |                      |              |              |             |             |  |
| Inscrits       | Inscrits                           | Inscrits             | 80 444       | 100,00       | 80 453      | 100,00      |  |
| Abstentions    | Abstentions                        | Abstentions          | 33 581       | 41,74        | 35 913      | 44,64       |  |
| Votants        | Votants                            | Votants              | 46 863       | 58,26        | 44 540      | 55,36       |  |
| Blancs et nuls | Blancs et nuls                     | Blancs et nuls       | 558          | 1,19         | 1 706       | 3,83        |  |
| Exprimés       | Exprimés                           | Exprimés             | 46 305       | 98,81        | 42 834      | 96,17       |  |

### Élections de 2017
|                                                                           |                                                                                               |                           |                           |                          |                          |
|                                                                           |                                                                                               | Premier tour 11 juin 2017 | Premier tour 11 juin 2017 | Second tour 18 juin 2017 | Second tour 18 juin 2017 |
|                                                                           |                                                                                               |                           |                           |                          |                          |
|                                                                           |                                                                                               | Nombre                    | % des inscrits            | Nombre                   | % des inscrits           |
| Inscrits                                                                  | Inscrits                                                                                      | 82 495                    | 100,00                    | 82 238                   | 100,00                   |
| Abstentions                                                               | Abstentions                                                                                   | 44 915                    | 54,45                     | 49 851                   | 60,62                    |
| Votants                                                                   | Votants                                                                                       | 37 580                    | 45,55                     | 32 387                   | 39,38                    |
|                                                                           |                                                                                               |                           | % des votants             |                          | % des votants            |
| Bulletins blancs                                                          | Bulletins blancs                                                                              | 537                       | 1,43                      | 2 637                    | 8,14                     |
| Bulletins nuls                                                            | Bulletins nuls                                                                                | 131                       | 0,35                      | 676                      | 2,09                     |
| Suffrages exprimés                                                        | Suffrages exprimés                                                                            | 36 912                    | 98,22                     | 29 074                   | 89,77                    |
|                                                                           |                                                                                               |                           |                           |                          |                          |
| Candidat Étiquette politique (partis et alliances)                        | Candidat Étiquette politique (partis et alliances)                                            | Voix                      | % des exprimés            | Voix                     | % des exprimés           |
|                                                                           |                                                                                               |                           |                           |                          |                          |
|                                                                           | Valéria Faure-Muntian La République en marche                                                 | 12 250                    | 33,19                     | 15 298                   | 52,62                    |
|                                                                           | François Rochebloine (député sortant) Union des démocrates et indépendants (Les Républicains) | 8 161                     | 22,11                     | 13 776                   | 47,38                    |
|                                                                           | Isabelle Surply Front national                                                                | 6 370                     | 17,26                     |                          |                          |
|                                                                           | Louis Caillon La France insoumise                                                             | 3 566                     | 9,66                      |                          |                          |
|                                                                           | Philippe Kizirian Parti socialiste                                                            | 2 657                     | 7,20                      |                          |                          |
|                                                                           | Patricia Simonin-Chaillot Europe Écologie Les Verts                                           | 1 299                     | 3,52                      |                          |                          |
|                                                                           | Nicole Forest Divers droite                                                                   | 823                       | 2,23                      |                          |                          |
|                                                                           | Céline Veau Parti communiste français                                                         | 626                       | 1,70                      |                          |                          |
|                                                                           | André Duport Écologiste (Confédération pour l'homme, l'animal et la planète)                  | 327                       | 0,89                      |                          |                          |
|                                                                           | André Moulin Lutte ouvrière                                                                   | 321                       | 0,87                      |                          |                          |
|                                                                           | Christian Meunier Extrême droite (Comités Jeanne)                                             | 297                       | 0,80                      |                          |                          |
|                                                                           | Mireille Clerc Divers (Union populaire républicaine)                                          | 215                       | 0,58                      |                          |                          |
| Source : Ministère de l'Intérieur - Troisième circonscription de la Loire |                                                                                               |                           |                           |                          |                          |

### Élections de 2022
Les élections législatives françaises de 2022 ont eu lieu les dimanches 12 et 19 juin 2022.
| Résultats des élections législatives des 12 et 19 juin 2022 de la 3e circonscription de la Loire |                          |                          |                          |              |              |             |             |
| Candidat                                                                                         | Candidat                 | Parti et coalition       | Nuance                   | Premier tour | Premier tour | Second tour | Second tour |
| Candidat                                                                                         | Candidat                 | Parti et coalition       | Nuance                   | Voix         | %            | Voix        | %           |
|                                                                                                  | Emmanuel Mandon          | Modem (ENS)              | ENS                      | 9 621        | 25,70        | 18 807      | 57,32       |
|                                                                                                  | Vincent Bony,            | PCF (NUPES)              | NUP                      | 8 858        | 23,66        | 14 006      | 42,68       |
|                                                                                                  | Angelina La Marca        | RN                       | RN                       | 7 890        | 21,08        |             |             |
|                                                                                                  | Axel Dugua               | LR (UDC)                 | LR                       | 5 060        | 13,52        |             |             |
|                                                                                                  | Isabelle Surply          | REC                      | REC                      | 2 067        | 5,52         |             |             |
|                                                                                                  | Eric Le Jaouen           | LREM diss.               | DVC                      | 800          | 2,14         |             |             |
|                                                                                                  | Louis Caillon            | LFI diss.                | DVG                      | 643          | 1,72         |             |             |
|                                                                                                  | Sandrine Léglise         | LP (UPF)                 | DSV                      | 545          | 1,46         |             |             |
|                                                                                                  | Mariam Assaoune          | PRG                      | RDG                      | 479          | 1,28         |             |             |
|                                                                                                  | Catherine Martin         | PA                       | ECO                      | 456          | 1,22         |             |             |
|                                                                                                  | Pascal Besson            | PRV diss.                | DVD                      | 376          | 1,00         |             |             |
|                                                                                                  | Pauline Husseini         | LO                       | DXG                      | 327          | 0,87         |             |             |
|                                                                                                  | Nina Morel               | AE                       | DVG                      | 185          | 0,49         |             |             |
|                                                                                                  | Alexandre Vidal          | RS (LRDP)                | DSV                      | 130          | 0,35         |             |             |
| Votes valides                                                                                    | Votes valides            | Votes valides            | Votes valides            | 37 437       | 97,84        | 32 813      | 91,79       |
| Votes blancs                                                                                     | Votes blancs             | Votes blancs             | Votes blancs             | 719          | 1,88         | 2 420       | 6,77        |
| Votes nuls                                                                                       | Votes nuls               | Votes nuls               | Votes nuls               | 108          | 0,28         | 515         | 1,44        |
| Total                                                                                            | Total                    | Total                    | Total                    | 38 264       | 100          | 35 748      | 100         |
| Abstention                                                                                       | Abstention               | Abstention               | Abstention               | 45 258       | 54,19        | 47 776      | 57,20       |
| Inscrits / participation                                                                         | Inscrits / participation | Inscrits / participation | Inscrits / participation | 83 522       | 45,81        | 83 524      | 42,80       |

### Élections de 2024
Les élections législatives anticipées de 2024 font suite à la dissolution de l'Assemblée Nationale par Emmanuel Macron le 9 juin 2024. Elles se tiennent les 30 juin et 7 juillet 2024.
| Candidat                 | Candidat                 | Parti et coalition       | Nuance                   | Premier tour | Premier tour | Second tour | Second tour |
| Candidat                 | Candidat                 | Parti et coalition       | Nuance                   | Voix         | %            | Voix        | %           |
| ------------------------ | ------------------------ | ------------------------ | ------------------------ | ------------ | ------------ | ----------- | ----------- |
|                          | Angelina La Marca        | RN                       | RN                       | 22 813       | 40,89        | 24 604      | 44,54       |
|                          | Emmanuel Mandon          | MoDem (ENS)              | ENS                      | 16 243       | 29,11        | 30 634      | 55,46       |
|                          | Vincent Bony             | PCF (NFP)                | UG                       | 15 254       | 27,34        | Retrait     | Retrait     |
|                          | Rachid Daoud             | SE                       | DVG                      | 754          | 1,35         |             |             |
|                          | Pauline Husseini         | LO                       | EXG                      | 727          | 1,30         |             |             |
|                          |                          |                          |                          |              |              |             |             |
| Suffrages exprimés       | Suffrages exprimés       | Suffrages exprimés       | Suffrages exprimés       | 55 791       | 97,30        | 55 238      | 95,71       |
| Votes blancs             | Votes blancs             | Votes blancs             | Votes blancs             | 1 310        | 2,28         | 2 086       | 3,61        |
| Votes nuls               | Votes nuls               | Votes nuls               | Votes nuls               | 240          | 0,42         | 388         | 0,67        |
| Total                    | Total                    | Total                    | Total                    | 57 341       | 100          | 57 712      | 100         |
| Abstention               | Abstention               | Abstention               | Abstention               | 27 063       | 32,06        | 26 716      | 31,64       |
| Inscrits / participation | Inscrits / participation | Inscrits / participation | Inscrits / participation | 84 404       | 67,94        | 84 428      | 68,36       |

#### Département de la Loire
- La fiche de l'INSEE de cette circonscription : « Tableaux et Analyses de la troisième circonscription de la Loire », sur insee.fr, site de l'Institut national de la statistique et des études économiques (consulté le 10 juin 2007) [PDF]

- « Tous les députés du département de la Loire depuis 1789 », sur assemblee-nationale.fr, site de l'Assemblée nationale française (consulté le 10 juin 2007)

- « Informations contentieuses sur le département de la Loire (Élections législatives de 2002) », sur conseil-constitutionnel.fr, site du Conseil constitutionnel (consulté le 13 juin 2007)

#### Circonscriptions en France
- « Carte des circonscriptions législatives en France », sur assemblee-nationale.fr, site de l'Assemblée nationale française (consulté le 10 juin 2007)

- « Résultats électoraux officiels en France », sur interieur.gouv.fr, site du ministère de l'Intérieur (France) (consulté le 13 juin 2007)

- Description et Atlas des circonscriptions électorales de France sur http://www.atlaspol.com, Atlaspol, site de cartographie géopolitique, consulté le 13 juin 2007.